# Lijst van gouverneurs-generaal van Saint Vincent en de Grenadines
De gouverneur-generaal van Saint Vincent en de Grenadines vertegenwoordigt de Kroon en fungeert aldus als staatshoofd.
Saint Vincent en de Grenadines is een constitutionele monarchie en onderdeel van het Britse Gemenebest met Charles III als staatshoofd. De gouverneur-generaal wordt op voordracht van de premier door de monarch benoemd. Hij of zij is de hoogste uitvoerende macht in Saint Vincent en de Grenadines.
De functies en rollen van de gouverneur-generaal omvatten het benoemen van ambassadeurs, ministers en rechters, het uitschrijven van verkiezingen en het verlenen van koninklijke benoemingen.

## Gouverneurs-generaal van Saint Vincent en de Grenadines (1979-heden)
| Nr. | Gouverneur-generaal                | Ambtstermijn                         | Monarch      |
| --- | ---------------------------------- | ------------------------------------ | ------------ |
| 1   | Sydney Gun-Munro (1916–2007)       | 27 oktober 1979 - 28 februari 1985   | Elizabeth II |
| 2   | Joseph Lambert Eustace (1908–1996) | 28 februari 1985 - 29 februari 1988  | Elizabeth II |
| 3   | Henry Harvey Williams (1917–2004)  | 29 februari 1988 - 20 september 1989 | Elizabeth II |
| 4   | David Emmanuel Jack (1918–1998)    | 20 september 1989 - 1 juni 1996      | Elizabeth II |
| 5   | Charles Antrobus (1933–2002)       | 1 juni 1996 - 3 juni 2002            | Elizabeth II |
| 6   | Monica Dacon (1934)                | 3 juni 2002 - 2 september 2002       | Elizabeth II |
| 7   | Frederick Ballantyne (1936–2020)   | 2 september 2002 - 1 augustus 2019   | Elizabeth II |
| 8   | Susan Dougan (1955)                | 1 augustus 2019 - heden              | Elizabeth II |
| 8   | Susan Dougan (1955)                | 1 augustus 2019 - heden              | Charles III  |